# João Carlos Marinho
João Carlos Marinho Homem de Mello (Rio de Janeiro, 25 de setembro de 1935 - São Paulo, 17 de março de 2019), mais conhecido como João Carlos Marinho, foi um escritor de literatura infantojuvenil, romancista, poeta e advogado brasileiro.

## Biografia
João Carlos Marinho, ele nasceu na cidade do Rio de Janeiro, mas logo aos 5 anos mudou-se com a família para Santos (SP), onde cursou o primário no Ateneu Progresso Brasileiro. No Colégio Mackenzie, em São Paulo, cursou o ginásio como interno até os 13 anos, quando seu pai morreu. Ele passou a viver então com os avós, a mãe e a irmã, nessa cidade.
Em 1952, mudou-se para a Suíça e faz o colegial na École Nouvelle de la Suisse Romande, em Lausanne, onde morou até abril de 1956, quando obtém o certificado de Maturité Fédérale Suisse. De volta ao Brasil, fixou residência em São Paulo e ingressou na Faculdade de Direito da Universidade de São Paulo (USP), em 1957. Bacharel, em 1961, iniciou sua carreira como advogado trabalhista em Guarulhos (SP), atuando inicialmente em sindicatos e depois com escritório próprio. A partir de 1965, dividiu o tempo dedicado ao escritório com o dedicado à literatura e, desde 1987, passa a viver exclusivamente como escritor.

## Literatura
Marinho foi um grande leitor e admirador de Monteiro Lobato e seguindo o modelo dos livros desse autor, fez a sua estreia na literatura, em 1969, com o livro O Gênio do Crime. Esse obra inaugurou uma série de livros de aventuras protagonizadas por um grupo de pequenos heróis denominada As Aventuras da Turma do Gordo. A série contou com 13 histórias, sendo o mais recente, O fantasma da Alameda Santos, publicado em 2015. Para o público juvenil, escreveu ainda o livro de contos Pai Mental e Outras Histórias (1983). Sua obra inclui também dois romances para adultos (Professor Albuquerque e a Vida Eterna - 1973 ; Pedro Soldador - 1976) e um livro de poesias (Anjo de camisola - 1988), além de um ensaio, Conversando de Monteiro Lobato (1978). Também para os adultos publicou um livro de contos intitulado O dueto dos gatos (2012).
Apesar da grande produção literária, Marinho ficou mesmo conhecido pela sua primeira obra. Segundo cálculos do próprio autor, foram cerca de 1,2 milhão de exemplares vendidos, em mais de 60 edições desde o lançamento de O Gênio do Crime. O livro foi levado para o cinema em 1973, em filme dirigido por Tito Teijido e que tem o nome de O Detetive Bolacha contra o Gênio do Crime. O Gênio do Crime também foi traduzido para o idioma espanhol com o título de El Genio del Crimen.    

## Prêmios
Pelo livro Sangue Fresco, o autor recebeu, em 1982 o Prêmio Jabuti de Literatura juvenil e o Grande Prêmio da Crítica (APCA). O livro Berenice Detetive foi agraciado em 1988 com Prêmio Mercedes-Benz de Literatura Infantojuvenil, um dos mais importantes prêmios já destinados a obras infantojuvenis no Brasil.

## Morte
João Carlos Marinho morreu aos 83 anos em São Paulo na noite do dia 17 de março de 2019. Estava internado desde fevereiro do mesmo ano no Hospital Sancta Maggiore, na zona leste da cidade para tratar de uma infecção. O escritor foi enterrado no Cemitério da Consolação.

## Obras

### Aventuras da Turma do Gordo
- O Gênio do Crime, 1969
- O Caneco de Prata, 1971
- Sangue Fresco, 1982
- O Livro de Berenice, 1984
- Berenice Detetive, 1987
- Berenice Contra o Maníaco Janeloso, 1990
- Cascata de Cuspe - Game Over para o Gordo, 1992
- O Conde Futreson, 1994
- O Disco I - A Viagem, 1996
- O Disco II - A Catástrofe do Planeta Ebulidor, 1998
- O Gordo Contra os Pedófilos, 2001
- Assassinato na Literatura Infantil, 2005
- O Fantasma da Alameda Santos, 2015

### Outros
- Professor Albuquerque e a Vida Eterna, 1973 (romance)
- Pedro Soldador, 1976 (romance)
- Conversando de Monteiro Lobato, 1978 (ensaio)
- Pai Mental e Outras Hístórias, 1983 (contos)
- Anjo de Camisola, 1988 (poesia)
- O dueto dos gatos, 2012 (contos)